# Lutherrose
Lutherrosen er Martin Luthers personlige segl fra 1530, og er blevet et udbredt symbol for den evangelisk-lutherske kirke. Korset i hjertet symboliserer troen på den korsfæstede Jesus Kristus. Det røde hjerte står for liv og kærlighed, mens den hvide rose repræsenterer glæde og fred. Den blå farve reflekterer himmelens herlighed og guldringen henviser til evigheden og uendelig rigdom.

## Lutherrosen i heraldikken
Lutherrose indgår som en figur i mange våbener i Tyskland, nogle gange som tegn på at Luther har været de pågældende steder, men oftere som en politisk-religiøs markering.
Spejderkorpset Ring Evangelischer Gemeindepfadfinder bruger Lutherrosen som korpsmærke.
Lutherrosen er også udbredt i ungarske byvåbener, eksempelvis i Bezi, Dunaegyháza, Kajárpéc, Kemeneshőgyész, Malomsok, Mórichida og Tényő.
- Arriach
- Langenholtensen
- Kirchberg-Thening
- Kötcse (Ungarn)
- Neuendettelsau
- Rodgau
- Rodgau-Dudenhofen (bydel)
- Unterbreizbach
- Wain
- Möhra
- Sünna
- Nohra (ved Weimar)